# الحوت والجدار (مسلسل)
الحوت والجدار مسلسل تلفزيوني عراقي، عرض في عام 1995.

## الممثلون
- منى سلمان
- عواطف نعيم
- حياة حيدر
- خليل الرفاعي
- ليث عبد اللطيف
- سناء عبد الرحمن
- الآء شاكر
- سوران علي
- إيناس طالب
- زهرة الربيعي
- بهجت الجبوري
- رياض شهيد